# La Boum
Pour les articles homonymes, voir Boum.
Série
La Boum 2
(1982)
Pour plus de détails, voir Fiche technique et Distribution.
La Boum est un film français réalisé par Claude Pinoteau, sorti en 1980.
Ce film générationnel lance la carrière cinématographique de la jeune Sophie Marceau. Considérée comme un phénomène de société, la comédie romantique met en scène les émois d'une adolescente de treize ans qui veut choisir sa vie et ses amours. Elle connaît un triomphe avec 4 300 000 entrées en France et 15 000 000 en Europe.
Une suite, La Boum 2, qui se passe deux ans après La Boum, est sortie en 1982.

## Synopsis
Vic (pour Victoire) (Sophie Marceau), treize ans, inscrite au très chic lycée Henri-IV, est une jeune fille de la bourgeoisie parisienne à l'âge des premières sorties et des premiers émois. Ses parents, François (Claude Brasseur), dentiste, et Françoise (Brigitte Fossey), dessinatrice de bandes dessinées, sont très occupés par leurs carrières respectives ou leurs problèmes de couple et n’arrivent pas toujours à communiquer avec elle. Vic se confie le plus souvent à son arrière-grand-mère Poupette (Denise Grey), beaucoup plus ouverte d’esprit malgré le fossé des générations.
Après une longue insistance et des disputes, les parents de Vic consentent à la laisser participer à une boum organisée par Raoul, un copain de lycée. Là, elle fait la connaissance de Mathieu (Alexandre Sterling), un garçon du lycée âgé d’un an de plus qu’elle. Leur histoire d’amour en cachette des parents s’installera petit à petit au fur et à mesure des semaines.
L’ancienne maîtresse de François, Vanessa (Dominique Lavanant), débarque à son cabinet dentaire, pour se plaindre qu’il l’a délaissée et réclame une nuit d’adieu en le menaçant d'appeler sa femme. François est embarrassé par ce chantage et consent à la retrouver le temps d’une soirée uniquement, prétextant un colloque professionnel auprès de Françoise, qu’il compte rejoindre en fin de soirée. Déçue, Vanessa téléphone à Françoise et, se faisant passer pour une infirmière, lui fait croire que François s’est cassé la jambe et sortira de l’hôpital au matin. Elle peut ainsi le garder auprès d’elle toute la nuit, mais François doit dès le lendemain se faire faire un faux plâtre et jouer les infirmes.
Après plusieurs jours, pris de remords et touché par les attentions de sa femme, qui est aux petits soins pour lui et lui organise sa rééducation, François consent à enlever son plâtre. Il déclare à Françoise son amour, lui apprend son infidélité en lui demandant de lui pardonner. Celle-ci le prend mal et le couple se sépare. Françoise, se faisant passer pour une cliente, va jusqu'à détruire l’étal de la parfumerie tenue par Vanessa pour se venger. Elle commence de son côté à fréquenter Éric (Bernard Giraudeau), professeur d’allemand au lycée, dont elle fait la connaissance à l'occasion d'un rendez-vous avec lui à propos des mauvais résultats scolaires de Vic.
Pénélope (Sheila O'Connor), la meilleure amie de Vic, lui apprend qu’elle a vu Mathieu avec une certaine Lydia, une fille de 16 ans. Lors d’une soirée, elle demande à Vic de la rejoindre pour le constater par elle-même. Au moment où François arrive sur place pour récupérer sa fille, partie sans prévenir de la maison, Vic embrasse fougueusement son propre père sous les yeux de Mathieu pour le rendre jaloux.
Cette nuit-là, François, qui a ramené Vic à la maison, reçoit l’autorisation de dormir sur le canapé, mais Françoise n’est pas encore prête à accepter son retour pour de bon. Malgré tout, il la rejoint dans son lit pendant la nuit.
Un soir, François découvre l’existence d’Éric, qu’il voit raccompagner Françoise chez elle, et le suit en voiture lorsque celui-ci rentre chez lui. À un carrefour, Éric est agressé par des loubards qui essayent de lui voler sa voiture. François les met en fuite mais en profite pour asséner un coup de poing à Éric en lui demandant de laisser sa femme tranquille. Le lendemain, alors qu’il attend Vic à la sortie du lycée, François est accosté par Samantha (Alexandra Gonin), la jeune sœur de Pénélope, qui est amoureuse de lui en secret, et qui vient lui parler longuement. En les voyant, Mathieu vient le provoquer en l’accusant d’être un pervers amateur de jeunes filles. François et Mathieu se battent et il faut l’intervention d’Éric et de Vic pour les séparer. C’est là que François se rend compte que l’amant de sa femme est en fait un des professeurs de Vic tandis que Mathieu s'aperçoit que celui qu’il avait pris pour l’amoureux de Vic n’est autre que son père. Savoir qu’il a « cassé la gueule » à son père renforce l’attirance que Vic éprouve pour Mathieu.
Privée de sorties pour ses mauvais résultats scolaires et ses absences de la maison, Vic peut néanmoins accompagner Poupette qui doit donner un concert à Bruxelles. La pétillante arrière-grand-mère décide subitement de lui donner un coup de pouce pour retrouver Mathieu, laisse tomber son concert et fait route vers Deauville, où elle loue une chambre d’hôtel d’où Vic peut appeler Mathieu, qui séjourne en famille à Cabourg. Vic lui fait croire qu’elle a fugué et les tourtereaux se retrouvent là-bas. Vic questionne Mathieu sur son aventure avec Lydia et celui-ci reste évasif. Le petit couple se dispute néanmoins, Mathieu étant embarrassé par l’arrivée inopinée de Vic, alors qu’il travaille et doit se lever tôt le lendemain, tandis que cette dernière est blessée par la froideur de ses sentiments envers elle. Vic rejoint son arrière-grand-mère à l’hôtel. Le lendemain, il s’avère que l’employé qui apporte le petit déjeuner dans la chambre d’hôtel de Poupette et Vic n’est autre que Mathieu, qui y effectue un stage. Il se rend compte à ce moment que Vic lui a menti au sujet de sa fugue.
François trouve un dessin de sa femme à son intention, qui lui fait comprendre qu’elle est enceinte. Pensant qu’Éric pourrait être le père, sans savoir que Françoise n’a en réalité pas encore couché avec ce dernier, il joue les provocateurs au sujet des ménages à trois. Ceci a le don d’irriter Françoise, qui se réfugie cette fois-ci pour de bon dans les bras et le lit d’Éric. Ce dernier propose à Françoise de l’emmener pour une semaine de vacances à Agadir.
François se rend compte que le bébé est sa dernière chance pour récupérer sa femme et tente de forcer le destin. Il essaye de revenir à la maison en y installant son cabinet dentaire et réserve une semaine de vacances pour deux à Venise, avec l’espoir d’y emmener Françoise. Lasse, celle-ci se révèle très distante et si elle le laisse l’accompagner à l’aéroport, c’est pour que chacun prenne l’avion de son côté. Devant la porte d’embarquement pour Agadir, Françoise renonce et laisse partir Éric seul. Revenant à Paris, elle se rend compte que François n’est pas parti non plus. Le couple se réunit au restaurant où, quelques années auparavant, Françoise avait annoncé à François qu'elle était enceinte de Vic.
Pendant ce temps, Vic, qui fête ses quatorze ans, s’affaire pour organiser sa boum d’anniversaire. Les incidents passés lui font éprouver des sentiments contraires pour Mathieu, alternant entre désintérêt et amour fou. Elle retombe sous son charme dès que celui-ci arrive. Alors qu’elle danse un slow dans ses bras, elle voit au loin arriver un autre garçon inconnu. Le film s’achève sur une ombre de mystère, lorsque Vic, le regard vague, danse dans les bras de cet autre garçon.

## Fiche technique
- Titre original : La Boum
- Réalisateur : Claude Pinoteau, assisté de Rémy Duchemin
- Scénario : Claude Pinoteau et Danièle Thompson
- Décors : Jacques Bufnoir et Bertrand Cornu de la Fontaine, avec les décorateurs Marc Balzarelli et Jacques Brizzio
- Costumes : Nicole Bize et Jacques Fonteray
- Photographie : Edmond Séchan
- Montage : Marie-Josèphe Yoyotte
- Musique : Vladimir Cosma
- Production : Marcel Dassault et Alain Poiré
- Sociétés de production : Gaumont et Productions Marcel Dassault
- Société de distribution : Gaumont Distribution
- Studios : Paris-Studios-Cinéma (Studios de Billancourt)
- Pays de production :  France
- Langue originale : français
- Format : couleur — 35 mm — 1,66:1
- Genre : comédie romantique, comédie dramatique
- Durée : 114 minutes
- Date de sortie :
  - France : 17 décembre 1980
- Affiche : René Ferracci (France)

## Distribution
- Sophie Marceau : Victoire Beretton, surnommée Vic
- Brigitte Fossey : Françoise Beretton
- Claude Brasseur : François Beretton
- Denise Grey : Poupette
- Dominique Lavanant : Vanessa
- Bernard Giraudeau : Éric Lehman, le professeur d'allemand
- Jean-Michel Dupuis : Étienne
- Sheila O'Connor : Pénélope Fontanet
- Alexandra Gonin : Samantha Fontanet
- Alexandre Sterling : Matthieu
- Christopher Beaunay : Jean-Pierre
- Alain Beigel : Raoul
- Jean-Philippe Léonard : Stéphane
- Laurent N'Diaye : Arnaud
- Nathalie Riqué : Lydia
- Lætitia Gabrielli : Joëlle
- Robert Dalban : Serge
- Richard Bohringer : un ami déménageur (cameo)
- Frédéric de Pasquale : Guibert, le patron de VSD
- Jacques Ardouin : père de Raoul
- Arièle Semenoff : la belle-mère de Raoul
- Diane Bellego : Éliane (créditée Evelyne Bellego)
- Jacqueline Duc : la dame dans le bus
- Jean-Pierre Castaldi : monsieur Brassac, le professeur d'anglais
- Annie Savarin : madame Leblanc
- Florence Brunold : la femme enceinte
- Janine Souchon : la contractuelle
- Jean-Claude Bouillaud : le père en colère lors de la boum
- Micheline Bourday : la secrétaire de VSD
- Vladimir Cosma : lui-même dans le Studio d'enregistrement
- Michel Lasorne : David
- Robert Le Béal : Colbert
- Gérard Lemaire : Max
- Léon Zitrone : lui-même
- Sylvain Lévignac
- Marie-Laurence
- Bernard Born
- Nicole Dehayes
- Marianne Berg

## Production

### Genèse
Au départ, c'est Danièle Thompson qui est à l'origine du film. Un après-midi où elle rentre chez elle, elle s'aperçoit que sa fille Caroline, alors adolescente, sans la prévenir, a organisé une boum où elle a invité ses amis. Tout de suite, ce phénomène inspire Danièle Thompson et d'ailleurs, le personnage de Vic incarnée par Sophie Marceau sera très inspiré de sa fille Caroline. À travers ce film, l'auteur des dialogues souhaite parler des difficultés d'aimer à travers les différentes générations et s'inspire aussi de sa propre grand-mère pour créer le personnage de Poupette incarné par Denise Grey.
Après avoir écrit quelques dialogues, elle fait part de son idée à Claude Pinoteau qui s'en empare pour réaliser le film. Le casting et le tournage se déroulent à l'été 1980. Pour le personnage de Poupette, Madeleine Renaud est d'abord envisagée mais Denise Grey, qui n'avait pas tourné depuis 9 ans, lui est préférée. Pour les parents et la maîtresse de François Berreton, le choix est plus simple, Brigitte Fossey et Claude Brasseur étant alors au pic de leur célébrité et Dominique Lavanant encore auréolée des succès des Bronzés et des Bronzés font du ski.
Le choix du personnage de Victoire Berreton et de ses amis adolescents s'avère plus délicat. Claude Pinoteau et Danièle Thompson font appel à une directrice de casting, Françoise Ménidrey, qui leur présente des jeunes comédiennes et comédiens à qui ils font passer des essais en faisant réciter un dialogue du personnage de Vic aux filles et réciter Le Corbeau et le Renard de Jean de La Fontaine aux garçons.
Pour les filles, certaines jeunes comédiennes dont Cristiana Reali se présentent mais n'obtiennent pas du tout de rôle dans le film. D'autres, telle Sheila O'Connor, qui incarnera le rôle de Pénélope, se présentent en jouant le dialogue du personnage de Victoire mais obtiennent les rôles d'amies de cette dernière.
Enfin, au dernier moment, Françoise Ménidrey leur présente Sophie Maupu qu'elle a repéré car elle s'était inscrite quelques jours plus tôt dans une agence de mannequins enfants. Sans avoir fait de théâtre, elle séduit tout le monde et obtient le rôle de Victoire Berreton. Ce n'est qu'au cours du tournage que Claude Pinoteau lui suggère de prendre un pseudonyme en lui présentant un plan de Paris. Elle choisit de s'appeler Sophie Marceau en référence à l'avenue Marceau mais surtout pour garder les initiales de son vrai nom.
Le film sort le 17 décembre 1980, et personne ne croit alors à son succès ni à celui de la bande originale du film composée par Vladimir Cosma, dont la chanson principale Reality interprétée par Richard Sanderson sera au départ refusée par les trois plus grandes radios RTL, France Inter et Europe 1. Effectivement, à cette époque, les FM et radios libres ne sont pas encore autorisées (elles ne seront libéralisées qu'un an plus tard, après l'élection de François Mitterrand). Le premier jour, le film n'attire pas grand monde, et tout doucement une petite progression a lieu le lendemain pour arriver à un gros boum le week-end. Le film donnera ensuite lieu à la sortie d'un livre retraçant le récit et les dialogues aux éditions Michel Lafon.

### Développement
Danièle Thompson s'inspire d'une boum qui a lieu chez elle alors qu'elle s'attendait à un goûter d'enfants. Elle écrit alors un synopsis destiné à l'origine pour la télévision, s'inspirant de la série américaine Happy Days. Elle s'inspire aussi de Marcelle Houry, sa grand-mère, pour le personnage de Poupette.

### Auditions et distribution
Pour gagner un peu d'argent, Sophie Marceau s'inscrit dans une agence de publicité pour enfants et adolescents où elle est repérée. Après une audition passée par hasard, elle obtient en 1980, à l'âge de treize ans, le premier rôle, celui du personnage de Vic, adolescente romantique et rebelle, qui lui apportera une célébrité immédiate. Parmi les nombreuses jeunes actrices qui ont auditionné pour le rôle de Vic figurait entre autres Christiana Reali, alors âgée de 15 ans. Sandrine Bonnaire fait sa première figuration (la deuxième sera dans Les Sous-doués en vacances). Vladimir Cosma a un caméo comme étant le producteur au studio d'enregistrement.
Le rôle de François Beretton a été à l'origine proposé à Francis Perrin qui a refusé. Pinoteau s'est tourné vers Claude Brasseur qui, à la grande surprise du réalisateur, a accepté avec joie.

### Tournage
L'équipe commence le tournage le 16 juillet 1980 au lycée Henri-IV au Quartier latin, sur la place du Panthéon, ainsi qu'à la brasserie La Coupole dans le quartier du Montparnasse, à la discothèque La Main Jaune sur la place de la Porte-de-Champerret, au restaurant Le Corinto ainsi que dans le quartier des Olympiades à Paris pour achever le tournage, le 20 septembre 1980.
Contrairement à son personnage, Jean-Philippe Léonard (Stéphane) ne portait pas de lunettes ni d'appareil dentaire.

### Musique
Le compositeur est Vladimir Cosma.
| A1.   | Reality                            | 4:45 |
| A2.   | It Was Love                        | 4:30 |
| A3.   | Formalities (Instrumental)         | 3:40 |
| A4.   | Gotta Get A Move On                | 2:58 |
| A5.   | Swinging Around                    | 2:47 |
| B1.   | Gotta Get A Move On                | 4:42 |
| B2.   | Formalities                        | 3:41 |
| B3.   | Gotta Get A Move On (Instrumental) | 3:00 |
| B4.   | Murky Turkey                       | 3:48 |
| B5.   | Go On For Ever *                   | 3:43 |
| 37:34 |                                    |      |

* nota : la musique de "Go on forever" a été utilisée deux ans plus tôt par Vladimir Cosma, avec d'autres paroles, dans le premier épisode de la série télévisée Sam et Sally (20ème minute).

## Accueil

### Box-office
| Pays ou région | Box-office        | Date d'arrêt du box-office | Nombre de semaines |
| -------------- | ----------------- | -------------------------- | ------------------ |
| France         | 4 378 430 entrées | —                          | —                  |
| Italie         | 7 800 000 entrées | —                          | —                  |

## Autour du film
- Thème récurrent du cinéma français, l'adolescence est le sujet des teen movies à la française.
- En sortant de l'avant-première du film, Sophie Marceau s'est vu proposer un rôle dans un autre film. Elle a refusé, préférant se consacrer à sa scolarité[4].

### Radio
- « "La Boum" de Claude Pinoteau », France Culture, série « Les films qui ont changé le monde » par Olivia Gesbert, avec Danièle Thompson, Alex Beaupain et Olivier Davenas (professeur de philosophie, auteur de Teen ! Le cinéma de l'adolescence), le 11 août 2023